# Костянка (Нижегородская область)
Костянка (до 1861 года — Петропавловское) — село в Шатковском районе Нижегородской области России. Административный центр Костянского сельсовета.

## География
Село находится в юго-восточной части Нижегородской области, в зоне хвойно-широколиственных лесов, при автодороге 22Н-4715, на расстоянии приблизительно 25 километров (по прямой) к северо-востоку от рабочего посёлка Шатки, административного центра района. Абсолютная высота — 181 метр над уровнем моря.
Климат
Климат характеризуется как умеренно континентальный, с коротким умеренно тёплым летом и холодной продолжительной зимой. Среднегодовая температура — 3,6 °C. Средняя температура воздуха самого тёплого месяца (июля) — 18,8 °C; самого холодного (января) — −12,4 °C (абсолютный минимум — −44 °C). Среднегодовое количество атмосферных осадков составляет 430 мм, из которых 281 мм выпадает в период с апреля по октябрь. Устойчивый снежный покров устанавливается в третьей декаде ноября и держится около 154 дней.
Часовой пояс
Село Костянка, как и вся Нижегородская область, находится в часовой зоне МСК (московское время). Смещение применяемого времени относительно UTC составляет +3:00.

## История и культура
Церковь апостолов Петра и Павла
В 16 веке в селе построили деревянную церковь в честь апостолов Петра и Павла. До реформы 1861 года село имело название Петропавловское. В конце 18 века деревянная церковь сгорела, поэтому в 1813 году в селе началось строительство каменной церкви и колокольни. В основании верхнего цилиндрического свода, по окружности значилась большими буквами надпись «Божий храм построен в честь победы над Наполеоном. Строительство начато в 1813 и окончено в 1825 году».
Церковь высотой 45 м и колокольня высотой 60 метров строились по проекту Михаила Петровича Коринфского, родной брат его Федор Петрович резал иконостас, а ступинцы (ученики А. В. Ступина) расписывали.
В 1957 году Церковь была снесена.
Усадьба Кутлубицких

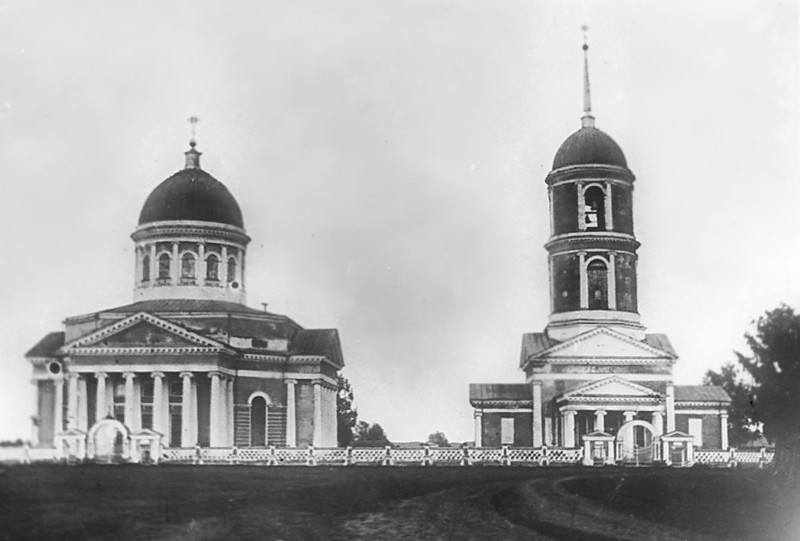
Петропавловская церковь при усадьбе Кутлубицких. Фото И.Г. Бубнова (1916-1986)

По восшествии на престол Павла I, село было пожаловано Николаю Осиповичу Кутлубицкому, офицеру гатчинской артиллерии, бывшему коменданту Михайловского замка. 18 августа 1801 года Кутлубицкий «для исправления расстроенных домашних его обстоятельств» был уволен в отпуск на год, а 4 сентября 1802 года по прошению вышел в отставку «с ношением мундира» и удалился в Костянку.
В новом имении Кутлубицкий строит большой двухэтажный дом на подвальных сводах, построенный не позднее 1813 года. 
Дом Кутлубицких имеет П-образную форму. Первый этаж каменный, рустованный, украшенный пилястрами на главном фасаде. Второй этаж деревянный, рубленый, обшитый тёсом и оштукатуренный внутри. Кровля имеет треугольные фронтоны с полуциркульными слуховыми окнами со стороны главного фасада и на двух противоположных и поддерживается деревянными кронштейнами. Северное крыло второго этажа имеет антресоль. Парадный вход когда-то был окружён деревянной галереей. Ещё до революции этот дом был продан земству под больницу, которая располагалась в нём до недавнего времени. Сейчас в этом здании находится фельдшерский пункт. Интерьеры здания, в целом, сохранили планировку просторных комнат, дубовый паркет, двери и лестницы. Печи, обогревавшие одновременно оба этажа, топились из коридоров. На потолках залов верхнего этажа  можно увидеть декоративные лепные плафоны.

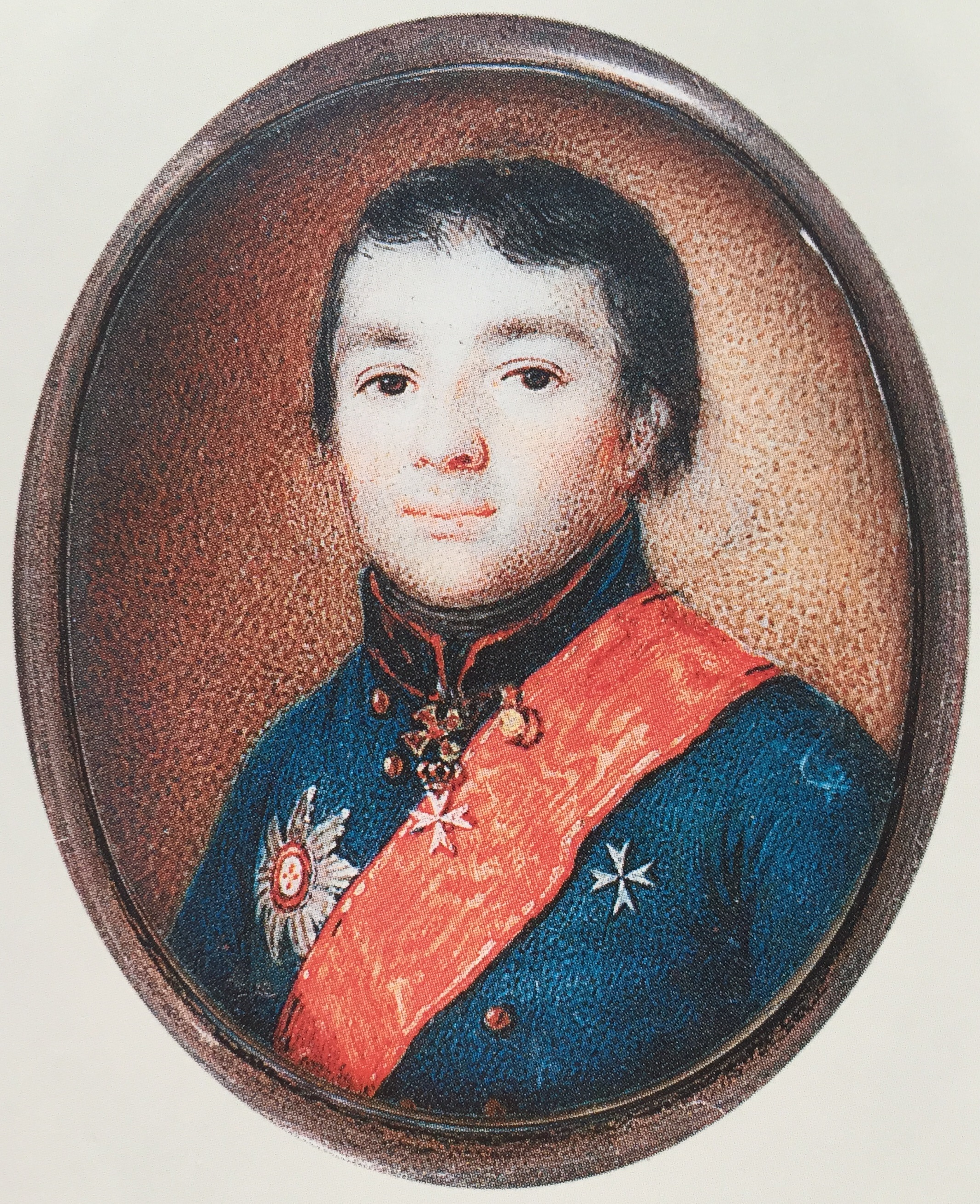
Кутлубицкий Н.О. портрет работы Жана Жерена, 1810-е гг

## Известные уроженцы
Горшков Юрий Иванович (25.05.1928 — 01.07.2011) —  Заслуженный врач РСФСР, хирург. Родился в семье сельских интеллигентов, в с. Костянка Шатковского района. В 1980-м ему присваивают звание профессора. Вместе с коллегами из города и области Юрий Иванович Горшков оказал неоценимую помощь в спасении жизней и выздоровлении пострадавших при взрыве на с. Арзамас −1 4 июня 1988 года.
Решением Арзамасского городского Совета народных депутатов от 26 августа 1993 г. Ю. Горшкову присвоено звание «Почетный гражданин города Арзамаса».

## Население
| 2002 | 2010 |
| ---- | ---- |
| 443  | ↘376 |

Национальный состав
Согласно результатам переписи 2002 года, в национальной структуре населения русские составляли 88 %.